# Dajan Bajanovič Murzin
Dajan Bajanovič Murzin (tatarsky Dayan Fatqolbayan uğlı Murzin, rusky Даян Баянович Мурзин; 12. prosince 1921 Staryje Balykly – 9. února 2012 Ufa) byl sovětský důstojník tatarské národnosti, účastník druhé světové války od roku 1941, od 1. září 1944 byl zástupcem velitele Jana Ušiaka a od 8. prosince 1944 velitelem 1. československé partyzánské brigády Jana Žižky na Moravě.

## Biografie
Narodil se v početné rodině desíti bratrů tatarského bělogvardějského důstojníka ve vsi Staryje Balykly v dnešním Baškortostánu a měl se původně živit v zemědělství. Po výborném prospěchu na základní škole, vystudoval střední školu, kterou roku 1939 zakončil s vyznamenáním a poté nastoupil jako ředitel školy ve vsi Taktagulovo. V roce 1939, když začala Zimní válka s Finskem, napsal Murzin žádost o uvolnění na frontu. Bylo mu však vyhověno až v roce 1940, kdy byl povolán na základní vojenskou službu do litevského města Kreting. Rozhodl se jít ve šlépějích svého otce a v květnu 1941 (nebo listopadu 1941) zakončil úspěšně důstojnickou školu v lotyšské Rize (Rižskou vojensko-politickou školu).

### Válečné období v SSSR
Po přepadení Sovětského svazu Německem Operace Barbarossa 22. června 1941 jeho šest bratrů odešlo také na frontu. Murzin působil jako politický komisař u vojsk Pobaltského vojenského okruhu. Sloužil jako pomocník velitele čety 10. střelecké divize. a již 25. června dostal Dajan Bajanovič hodnost mladšího komisaře. V tu dobu probíhaly kruté pouliční boje v Rize a již čtyři dny po začátku války byl těžce zraněn do krku a léčil se tři měsíce v tamní nemocnici. Ze špitálu se mu podařilo uniknout a prošel přes tisíc kilometrů přes okupované Lotyšsko a Bělorusko na severní Ukrajinu. Zde bojoval v partyzánském hnutí pod velením Gnibedy, oddílu Čapajeva v Sumské oblasti, kde se osvědčil zejména jako rozvědčík. Zde byl opět raněn a po vyléčení se dostal do průzkumné čety partyzánského oddílu Za vlast, který byl součástí 1.ukrajinské partyzánské divize pod velením generála S. A. Kovpaka.
Velitelství partyzánského hnutí připravovalo pro Murzina speciální operace na Ukrajině, v Oděse i Moldávii. Od srpna 1942 do srpna 1943 byl agentem v první štábní rotě Turkestánské legie. Výsledkem jeho rozvědné činnosti bylo přeběhnutí částí Turkestánské legie a také částí legie Idel-Ural k Rudé armádě.
Když byli partyzáni Kovpaka letecky přepravováni do Moldávie, německé protiletadlové dělostřelectvo jejich letadlo sestřelilo. Jeden desátník při této nehodě zahynul a tři padli do rukou fašistů a další čtyři se schovávali v lesích. Murzin byl mezi těmi šťastnými a proto měl v listopadu 1943 příležitost vytvořit společně se skupinou rozvědčíků partyzánský oddíl V. M. Molotova. V Kadymském okrese Oděské oblasti pak oddíl čítal více než šest stovek členů. Na území Vinnycké a Oděské oblasti bojoval do konce ledna 1944 a 16. dubna 1944 se partyzáni spojili s Rudou armádou. V této době byl Murzin potřetí raněn a byl přepraven do Moskvy, na vyléčení.

## Partyzánská činnost v Protektorátu
Od května 1944 absolvoval speciální náročný partyzánský výcvik ve Svjatošinu u Kyjeva. V noci 30.–31. srpna 1944 seskočil se svým desantem na Slovensko, aby organizoval partyzánské hnutí Slovenského povstání. Působil jako kapitán ve funkci zástupce velitele Ušiakova oddílu a později velel partyzánské brigádě Jana Žižky na Moravě. Na území Moravy bojoval v naprosto odlišných a nesrovnatelných podmínkách až do osvobození 9. května 1945. Byl vážně zraněn 2. listopadu v Moravsko-Slezských Beskydech pod Čertovým mlýnem, kdy málem zahynul. Byl nucen přežívat několik dnů v malém improvizovaném zákopu v zemi na Znajce v Podolánkách. Zde musel pouze sedět nebo ležet a vzhledem k velkým bolestem si projektil z nohy sám nožem nebo střepem vyoperoval. Zanícení rány a sepsi zabránil hajný Jan Křenovský. Po vyléčení, které trvalo asi tři týdny, se 8. prosince 1944 ujal velení Ušiakových partyzánů na Valašsku. Dne 12. ledna 1945 při přesunu na Ploštinu v Pozděchově byla jeho skupina přepadena pětičlennou německou hlídkou ze Slušovic, která se vracela z Lačnova a čekala schovaná v terénu. Při přestřelce byl Murzin zraněn do nohy střepinou z ručního granátu. Poté byl transportován na saních do Seninky a několik dnů pobýval na samotě u Řezníčků. Poté byl převezen do Leskovce a léčil se v tamním bunkru a lazaretu u Juříčků.
V malém a hustě osídleném prostoru východní Moravy a Valašska musel Murzin bojovat především proti husté síti vyzvědačů, informátorů a konfidentů gestapa. Území bylo střeženo nejsilnějším bezpečnostním aparátem RSHA. Ve své funkci musel přijímat nejtvrdší protiopatření proti nedisciplinovaným členům oddílu a také civilistům podezřelým ze spolupráce s nacisty a převzít na sebe zodpovědnost za všechny členy brigády. Několikrát došlo k omylům a neuváženým spontánním rozsudkům i dalších členů nejen jeho štábu. Podle hodnocení kolegů byl impulsivní cholerické povahy a některé rozsudky smrti nekonzultoval s ostatními a často dostatečně neprověřil získané informace. Během války i po ní se stal nejkontroverznější postavou partyzánského hnutí na území Čech a Moravy.

## Poválečná léta
Při své válečné zprávě Murzin o své činnosti na území Protektorátu vykázal naprosto neuvěřitelný počet[zdroj?] úspěchů své brigády.
Ihned po válce Murzin pracoval jako školský inspektor v Bakalinském rajónu Baškirské republiky. V letech 1946–1948 vystudoval Kazaňskou právní školu a poté i Všesvazový dálkový právnický institut. S právnickým vzděláním roku 1948 nastoupil na baškirskou prokuraturu, nejdříve jako pomocník prokurátora Bakalického rajónu, poté pomocník prokurátora města Sterlimatak. Poté působil jako starší vyšetřovatel a pak náčelník oddělení pro dozor nad dodržováním zákonů v místech výkonu trestu (věznicích).
V letech 1961–1962 byl náměstkem baškirského ministra vnitra (pro kádry), poté se vrátil na stejné místo na prokuratuře. V letech 1969–1987 vedl Baškirskou advokátní komoru, poté byl ředitelem Muzea mezinárodního přátelství.
V první půli 70. let svým dopisem pomohl navrácení členství v KSČ vyškrtnutému bývalému členovi jeho partyzánské brigády Františkovi Molo.

## Vyznamenání a ocenění
Do Československa se mjr. Dajan Murzin vrátil celkem 22 krát a obdržel 86 různých sovětských i zahraničních vyznamenání. Obdržel titul hrdina ČSSR, avšak nejvyšší sovětské vyznamenání nezískal. Byl oceněn titulem Zasloužilý právník RSFSR (1972). Byl čestným občanem celkem 16 českých a slovenských měst, a je čestným občanem hlavního města Baškortostánu Ufy. Murzinovo jméno nesla ulice ve Zlíně (nynější Dlouhá). Podle informací od místních občanů při setkání po válce byl Murzin hodnocen jako vzdělaný, nekonfliktní a ohleduplný intelektuál, s velkým společenským a kulturním cítěním, který ovládal také hru na klavír. Kromě rodné baškirštiny mluvil rusky, česky, rozuměl lotyšsky, estonsky a díky studiu mluvil velmi dobře německy.
Známý spisovatel, účastník Velké vlastenecké války, Genrich Gofman napsal v roce 1970 o Dajanu Murzinovi knihu Černý generál (přeloženo 1972) a u příležitosti 60. výročí konce 2. světové války vydal Murzin své vzpomínky s titulem Fronta v týlu nepřítele. V roce (2010) byl o Murzinovi natočen krátký ruský dokumentární film.